# Peltops
Peltops är ett släkte i familjen svalstarar inom ordningen tättingar.
Peltops omfattar endast två arter som enbart förekommer på Nya Guinea:
- Låglandspeltops (P. blainvillii)
- Bergpeltops (P. montanus)

Tidigare placerades det i den egna familjen törnkråkor tillsammans med Cracticus, Strepera och flöjtkråka (Gymnorhina tibicen). Allt oftare förs de tillsammans med svalstararna efter genetiska studier som visar att de är nära släkt.